# Liste der Klassischen Archäologen an der Universität Rostock

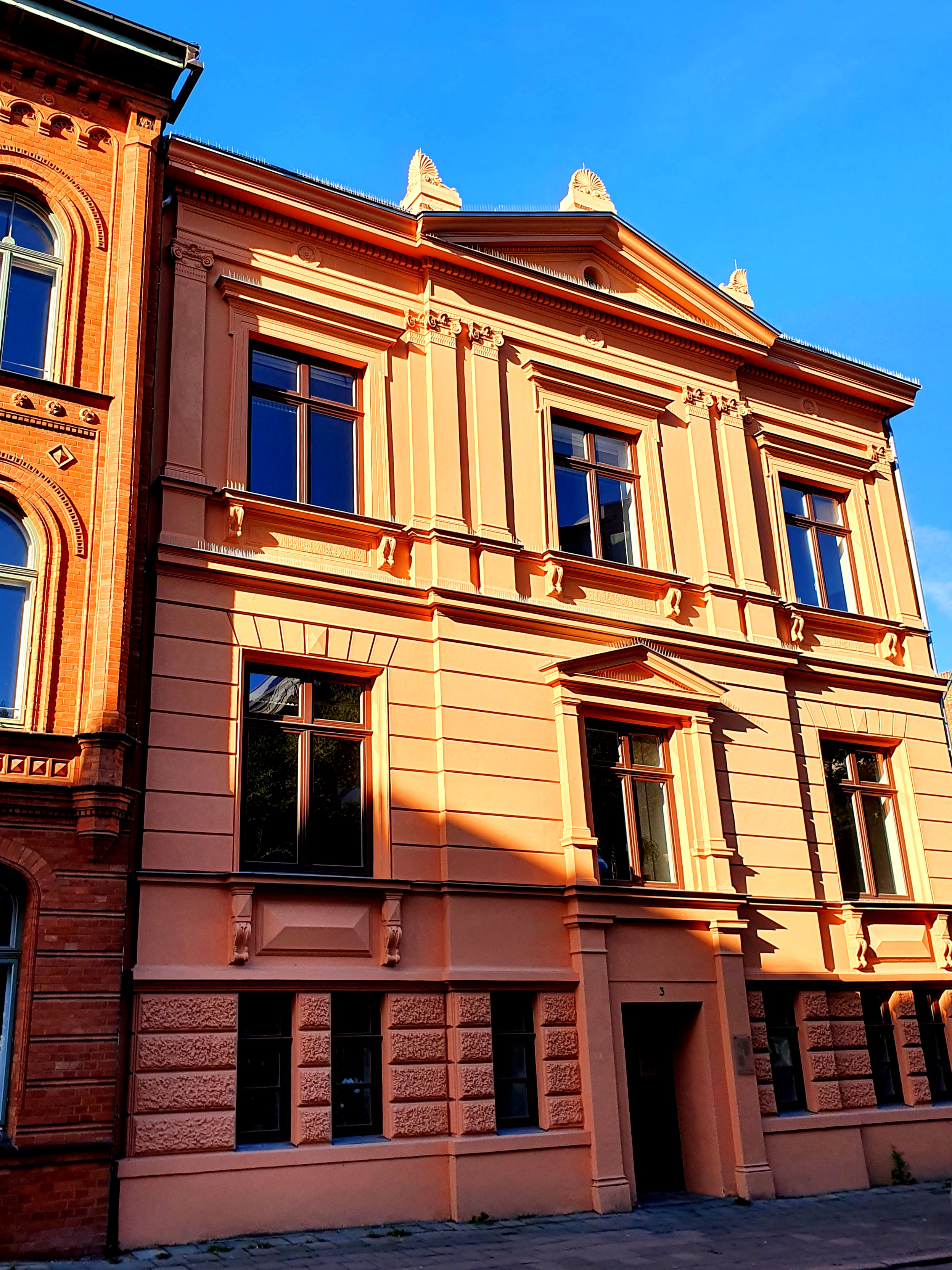
Das Heinrich-Schliemann-Institut für Altertumswissenschaften

In der Liste der Klassischen Archäologen an der Universität Rostock werden alle Hochschullehrer der Klassischen Archäologie gesammelt, die an der Universität Rostock lehrten und lehren. Das umfasst im Regelfall alle regulären Hochschullehrer, die Vorlesungen halten durften, also habilitiert waren, sowie die Kustoden der Antikensammlung.
Die Klassische Archäologie löste sich in Rostock 1881 mit der Berufung Gustav Körtes auf einen neu eingerichteten Lehrstuhl von der Klassischen Philologie. Bis zur Emeritierung Gottfried von Lückens im Jahr 1954 wurde das Fach mehr als 70 Jahre durch nicht selten sehr namhafte Vertreter in Rostock gelehrt. In der DDR verlor die Klassische Altertumswissenschaft jedoch schnell an Bedeutung, und lange Zeit war Konrad Zimmermann in Rostock einziger Vertreter eines unselbstständig gewordenen Faches. Erst nach dem Ende der DDR wurde Zimmermann 1992 zum ordentlichen Professor ernannt und die Klassische Archäologie an der Seite der Lehrstühle für Latinistik, Gräzistik und Alte Geschichte im Heinrich Schliemann-Institut für Altertumswissenschaften wieder selbstständig.
Seit 1917/18 gehört zur Professur eine Antiken- und Gipsabgusssammlung. 2008 wurde diese durch die Greifswalder Antikensammlung in Form einer Dauerleihgabe erweitert.
Angegeben sind in der ersten Spalte der Name der Person und ihre Lebensdaten, in der zweiten Spalte wird der Eintritt in die Universität angegeben, in der dritten Spalte das Ausscheiden. Spalte vier nennt die höchste an der Universität Rostock erreichte Position. Die nächste Spalte nennt Besonderheiten, den Werdegang oder andere Angaben in Bezug auf die Universität oder das Institut.
| Wissenschaftler                  | von  | bis  | Funktionen                                                               | Bemerkungen | Bild |  |
| -------------------------------- | ---- | ---- | ------------------------------------------------------------------------ | --- | ---- |  |
| Richard Foerster (1843–1922)     | 1875 | 1881 | Ordinarius                                                               | Professor für Philologie und Archäologie, wechselte nach Kiel, später nach Breslau |      |  |
| Gustav Körte (1852–1917)         | 1881 | 1905 | Ordinarius                                                               | Erster Inhaber des Lehrstuhls nach der Loslösung des Faches von der Klassischen Philologie; wechselte 1905 als Erster Sekretär an das Kaiserliche Deutsche Archäologische Institut in Rom |      |  |
| Carl Watzinger (1877–1948)       | 1905 | 1909 | Außerordentlicher Professor                                              | wechselte nach Gießen |      |  |
| Arnold von Salis (1881–1958)     | 1910 | 1916 | Außerordentlicher Professor                                              | wechselte nach Münster |      |  |
| Rudolf Pagenstecher (1879–1921)  | 1916 | 1921 | Ordinarius                                                               | |      |  |
| Gottfried von Lücken (1883–1976) | 1921 | 1972 | Ordinarius                                                               | 1921 Ordinarius, 1954 Emeritierung, Lehre auf der Grundlage eines Einzelvertrages noch bis 1968, Vorlesungstätigkeit bis zum Weggang nach München 1972; bis 1965 Direktor des Archäologischen Instituts, danach Fachvertreter innerhalb des im Zuge der dritten Hochschulreform geschaffenen Instituts für Altertumswissenschaften |      |  |
| Konrad Zimmermann (* 1940)       | 1964 | 2005 | Lehrstuhlinhaber                                                         | 1964 Wissenschaftlicher Assistent, 1972 Oberassistent, 1975 Facultas Docendi, 1987 Hochschuldozent, 1992 Professor |      |  |
| Lorenz Winkler-Horaček (* 1963)  | 1993 | 2007 | Privatdozent                                                             | 1993 Hochschulassistent, 2000 Wissenschaftlicher Mitarbeiter, 2004 Privatdozent; 1993–2007 Kustos der Antikensammlung; wechselte nach Berlin |      |  |
| Annetta Alexandridis (* 1968)    | 1999 | 2006 | Wissenschaftliche Mitarbeiterin                                          | |      |  |
| Detlev Wannagat (* 1958)         | 2006 | 2025 | Lehrstuhlinhaber                                                         | |      |  |
| Jutta Fischer (* 1952)           | 2008 | 2017 | Wissenschaftliche Mitarbeiterin; versetzt von der Universität Greifswald | Nachfolgerin Winkler-Horaček; 2008–2017 Kustodin der Antikensammlung |      |  |
| Stefan Feuser (* 1977)           | 2010 | 2016 | Wissenschaftlicher Mitarbeiter                                           | |      |  |
| Christian Russenberger           | 2018 |      | Wissenschaftlicher Mitarbeiter                                           | Nachfolger Fischers; Kustos der Antikensammlung |      |  |
| Philipp Kobusch (* 1980)         | 2025 |      | Lehrstuhlinhaber                                                         | zuvor Professor an der Universität Würzburg |      |  |

Inhaber der Professur:
- 1881–1905 Gustav Körte
- 1905–1910 Carl Watzinger
- 1910–1916 Arnold von Salis
- 1916–1921 Rudolf Pagenstecher
- 1921–1954 Gottfried von Lücken
- 1992–2005 Konrad Zimmermann
- 2006–2025 Detlev Wannagat
- seit 2025 Philipp Kobusch